# The Liberty of Norton Folgate
The Liberty of Norton Folgate è il nono album discografico in studio del gruppo musicale ska/pop britannico Madness, pubblicato nel 2009.

## Tracce
1. Overture – 1:07 (Graham McPherson, Mike Barson, Cathal Smyth)
2. We Are London – 3:40 (Cathal Smyth)
3. Sugar and Spice – 2:52 (Mike Barson)
4. Forever Young – 4:36 (Graham McPherson)
5. Dust Devil – 3:44 (Lee Thompson, Daniel Woodgate)
6. Rainbows – 3:22 (Lee Thompson, Daniel Woodgate)
7. That Close – 4:10 (Graham McPherson, Chris Foreman)
8. MK II – 2:22 (Graham McPherson, Cathal Smyth)
9. On the Town (feat. Rhoda Dakar) – 4:32 (Woodgate, Mike Barson)
10. Bingo – 4:06 (Lee Thompson, Mike Barson)
11. Idiot Child – 3:18 (Lee Thompson, Mike Barson)
12. Africa – 4:19 (Mike Barson)
13. NW5 – 4:14 (Lee Thompson, Mike Barson)
14. Clerkenwell Polka – 4:20 (Cathal Smyth)
15. The Liberty of Norton Folgate – 10:10 (Graham McPherson, Mike Barson, Cathal Smyth)

## Formazione
- Graham McPherson (Suggs) – voce
- Mike Barson - tastiere
- Cathal Smyth (Chas Smash) – cori, voce
- Chris Foreman – chitarra
- Lee Thompson – sassofono
- Daniel Woodgate (Woody) - batteria
- Mark Bedford (Bedders) - basso